# Oldsmobile Vista Cruiser
El Vista Cruiser es un vehículo tipo familiar construido por Oldsmobile, que fue una división de General Motors, desde 1964 hasta 1977. Se basaba en el Oldsmobile Cutlass/F-85, pero antes del modelo del año 1973 utilizó una distancia entre ejes que fue de 5 pulgadas (130 mm) más larga que la del sedán Cutlass/F-85.
A diferencia de la mayoría de los familiares, tenía una inusual cúpula con tragaluz de vidrio en el techo sobre los asientos de la segunda fila. También se incluyen viseras para la segunda fila de asientos, y un techo elevado detrás del tragaluz  y paneles laterales de vidrio sobre el área trasera de carga a lo largo del techo elevado. Este coche fue presentado al público el 4 de febrero de 1964, como modelo 1964.

## Primera generación (1964-1967)
La primera generación del Vista Cruiser ofrece un tragaluz dividido en la segunda fila de asientos. La otra familiar son el F-85 construido con la misma distancia entre ejes que el resto de la línea F-85/Cutlass.

## Segunda generación (1968-1972)
Tuvo un rediseño más importante de la línea de coches de General Motors. Para 1968 se sustituyó a la claraboya con un tragaluz de una sola pieza, y se estiró la distancia entre ejes de 120 a 121 pulgadas (3.073 mm). En 1970 se ofreció el paquete W-30 442 como opción.

## Tercera generación (1973-1977)
Aunque el techo de cristal de segunda fila fue sustituido por uno techo solar pop-up opcional en primera fila  y la distancia entre ejes se redujo a la misma longitud de 116 pulgadas (2.946 mm) como un sedán Cutlass del año 1973, cuando el Cutlass y otros intermediarios GM fueron rediseñados por completo, el nombre de Vista Cruiser continuó durante cinco años más como modelo de un elevado nivel de corte del familiar Cutlass Supreme hasta que el Cutlass Cruiser fue introducido para el año 1978.